# Större barkplattbagge
Större barkplattbagge (Pytho kolwensis) är en art i insektsordningen skalbaggar som tillhör familjen barkplattbaggar och släktet Pytho. Den blir 10–18 millimeter lång och är platt och blanksvart i färgen.
Den är en av de tre arter av barkplattbaggar som förekommer i Sverige, och är rödlistad som starkt hotad.

## Utbredning
Arten är känd från Ångermanland, Jämtland och Norrbotten samt från Lycksele och Lule lappmark. Enligt kända uppgifter fanns arten under 1980-talet endast kvar på åtta lokaler - fyra i Ångermanland, två i Norrbotten och två i Lycksele Lappmark. Av dessa var det bara en lokal i vardera landskap som bedömdes hysa en livskraftig population. På övriga platser var populationstätheten så låg att risken för utdöende bedömdes vara stor. Arten eftersöktes utan framgång under 1980-talet på de två platser i Jämtland och den enda kända lokalen i Lule Lappmark. 
Sedan dess har antalet kända lokaler utökats, 2015 är ett 15-tal lokaler kända i Sverige varav 10 i Västernorrlands län. En ny lokal för arten upptäcktes exempelvis i Ångermanland 1996, då larver påträffades i en granlåga vid Granliden strax väster om Locksta, i Örnsköldsvik.
Närmaste förekomster utanför Sverige är i Finland, Estland, Polen och den europeiska delen av Ryssland. Artens utbredning i världen sträcker sig genom den palearktiska taigaregionen från Norden österut till östra Sibirien. I Finland är arten idag känd från sex lokaler, bland annat  i Oulanka nationalpark och i Pyhän-Häkki nationalpark.
I Polen finns en förmodligen livskraftig population i Bialowieza nationalpark. 
Arten finns även kvar i två stora skogsområden norr om Petrozavodsk i Ryska Karelen. 
P. kolwensis har dessutom påträffat på ytterligare nio lokaler i Ryssland och en i Estland, i början av 1900-talet. Hur det gått med dessa populationer är för närvarande okänt.

## Habitat
Larver av insekten lever på fallna granar med tjock bark, dvs. hög ålder. De livnär sig som så kallad sekundär kambiekonsument, dvs. efter att primära konsumenter, som barkborrar, lämnat en död eller döende gran.  Arten kräver lång kontinuitet av gransumpskog med träd äldre än 170 år och tillgång på död granved.
Arten verkar förekomma i mycket små populationer och isolerade från varandra och har bara två områden i Sverige där man kan tänka sig spridningskontakt. Det ena området är i trakterna öster om Näsåker. Det andra är i Björna-området, omfattande Vändåtberget, Granliden och Gammtratten.
Arten förekommer både i områden som är brandpräglade och i områden av mer brandrefugial karaktär, men oftast i fuktstråk. Den är starkt knuten till gammelskog med höga beståndåldrar och förekommer enbart i fallna träd.

## Reproduktion
Äggen läggs i barkborrars utgångshål under försommaren. Larvutvecklingen tar troligen ungefär fem år. Larverna utnyttjar till att börja med barkborrens gångar, men gör sedan egna gångar. De fullväxta larverna är 40 millimeter långa och ljuskänsliga, vilket gör att störningar som barkförlust kan få dem att migrera till granlågor i närheten. Förpuppningen sker under barken på sensommaren, där den fullt utvecklade skalbaggen sedan ligger kvar över vintern. Den kan möjligen även ske i förnan under lågorna.
Arten har låg spridningsförmåga på grund av kravet på gamla granskogar. Studier har visat att den större barkplattbaggen kan flyga flera kilometer, men att individerna sällan flyger alls.

## Hot
Större barkplattbagge är så störningskänslig att arten missgynnas av varje form av skogsbruk. Den förekommer numera på mycket få lokaler och på många av dessa i så lågt antal att sällsyntheten i sig blivit ett hot mot dess överlevnad.

## Åtgärder
De områden där arten ännu finns kvar bör undantas från skogsbruk. Grova vindfällen av gran vid dess lokaler bör sparas. Där artens populationsutveckling är svag kan artens gynnas genom fällning av enstaka granar.